# 杰茜·索思韦尔
杰茜·索思韦尔（英語：Jesse Southwell，2005年2月12日—），澳大利亚女子橄榄球运动员。她曾代表澳大利亚七人制国家队参加2022年英联邦运动会七人制橄榄球比赛，获得一枚金牌。